# Leonid Pasečnik
Leonid Ivanovič Pasečnik (in russo Леонид Иванович Пасечник?, in ucraino Леонід Іванович Пасечнік?, Leonid Ivanovyč Pasečnik; Luhans'k, 15 marzo 1970) è un ex agente segreto, politico e militare russo, capo della Repubblica Popolare di Lugansk, territorio ucraino sotto occupazione della Federazione Russa. È anche il comandante supremo delle Forze separatiste del Donbass dal 21 novembre 2017.

## Biografia
Pasečnik si è laureato al collegio politico-militare di Donec'k e ha lavorato per il servizio di sicurezza ucraino (SBU) nell'oblast di Lugansk come capo di un distaccamento che combatteva le operazioni di contrabbando e come capo del distaccamento di Stakhanov.
Il 15 agosto 2006 è diventato famoso per aver intercettato grandi quantità di contrabbando al posto di blocco di confine di Izvaryne (7,24 milioni di rubli russi). Nel marzo 2007 il tenente colonnello della SBU Pasečnik ha ricevuto dal presidente ucraino Viktor Juščenko una medaglia per il servizio militare in Ucraina, "per aver mostrato integrità e professionalità nell'esercizio del proprio dovere". Nel 2014 si è schierato con i militanti filo-russi, diventando il 9 ottobre 2014 ministro della Sicurezza di Stato per l'autoproclamata Repubblica popolare di Luhansk (RPL).
Il 21 novembre 2017, uomini armati con uniformi non contrassegnate hanno preso posizione nel centro di Luhansk in quella che sembrava essere una lotta di potere tra il capo della repubblica Igor' Plotnickij e il ministro degli interni Igor' Kornet. Tre giorni dopo il sito web dei separatisti ha dichiarato che Plotnickij si era dimesso "per motivi di salute. Il sito web ha affermato che Pasechnik era stato nominato leader ad interim "fino al prossimo elezioni". I media russi hanno riferito che Plotktnickij era fuggito dalla repubblica non riconosciuta il 23 novembre 2017 in Russia.
Il 25 novembre il Consiglio popolare di 38 membri della LPR ha approvato all'unanimità le dimissioni di Plotnitsky. Pasechnik ha dichiarato la sua adesione agli accordi di Minsk, affermando che "La repubblica eseguirà costantemente gli obblighi assunti in base a questi accordi".
Il 30 marzo 2018 Pasečnik ha dichiarato: "La nostra esperienza (RPL) può aiutare tutte le regioni dell'Ucraina alla fine a ottenere la libertà e indipendenza, e quindi potremo insieme dichiarare una nuova Ucraina in cui vivranno liberamente rappresentanti di diverse nazionalità e culture." (Incontrando persone che vivono nel territorio controllato da LPR nell'estate del 2019) Pasečnik ha dichiarato: "Non significa che torneremo in Ucraina. Questo è l'unico modo per fermare questa follia, questa guerra. Dovresti capire che noi, come stato sovrano, saremo uno stato nello stato - quello sarà il nostro status speciale".
Il 6 dicembre 2021 Pasečnik è diventato membro del partito al governo russo Russia Unita. Il presidente di Russia Unita Dmitrij Medvedev gli ha consegnato personalmente il biglietto del partito durante il congresso annuale del partito a Mosca. Il 27 marzo 2022 Pasečnik ha affermato che la Repubblica Popolare di Lugansk avrebbe tenuto un referendum per unirsi alla Russia nel prossimo futuro.